# De lange knives nat
De lange knives nat (tysk:  Nacht der langen Messer ?), også kaldet Röhmkuppet (tysk: Röhm-Putsch) eller Operation Kolibri (tysk: Aktion Kolibri), var en udrensning, som fandt sted i Nazityskland mellem 30. juni og 2. juli 1934, da det nationalsocialistiske styre gennemførte en række politiske likvideringer. Førende skikkelser på den venstreorienterede fløj i nazistpartiet, herunder deres bannerfører Gregor Strasser, blev myrdet, og det samme blev fremtrædende konservative anti-nazister, såsom den tidligere kansler Kurt von Schleicher og Gustav Ritter von Kahr, som havde slået Hitlers ølkælderkup ned i 1923. Mange af de dræbte var ledere i Sturmabteilung (SA), de paramilitære brunskjorter.
Adolf Hitler slog til mod SA og dens leder Ernst Röhm, fordi Hitler anså det uafhængige SA og dens medlemmers tendens til at øve gadevold for en direkte trussel mod sin nyligt vundne politiske magt. Han ønskede også at berolige lederne af Reichswehr, det officielle tyske militær, som frygtede og afskyede SA – og især Röhms ønske om at opsluge Reichswehr i SA under Röhms ledelse. Desuden var Hitler utryg ved Röhms udtalte støtte til en "anden revolution", der skulle omfordele velstanden. Efter Röhms mening havde Hitlers magtovertagelse været en "nationalistisk" revolution, men der manglede fortsat den "socialistiske" dimension af nationalsocialismen. Endelig brugte Hitler udrensningen til at angribe eller fjerne kritikere af sit nye styre, især de som var loyale over for vicekansler Franz von Papen, samt til at få afsluttet gamle mellemværender.
Mindst 85 personer blev dræbt under udrensningen, men det samlede dødstal kan have været flere hundrede, og over tusinde mistænkte modstandere blev arresteret. De fleste drab blev udført af Schutzstaffel (SS) og Gestapo (Geheime Staatspolizei), styrets hemmelige politi. Udrensningen styrkede støtten i Reichswehr til Hitler. Den dannede også et juridisk grundlag for naziregimet, da de tyske domstole og regeringen hurtigt fjernede århundreders forbud mod henrettelser uden dom, for at vise deres loyalitet overfor styret.
Under planlægningen blev operationen til tider omtalt som Kolibri, det kodeord som blev brugt til at sende henrettelsesgrupperne i aktion under udrensningen. Kodenavnet lader til at være valgt tilfældigt. Begrebet "De lange knives nat" er ældre end selve massakren og bruges i almindelighed om hævnaktioner. I Tyskland bruges stadig begrebet "Röhm-Putsch" (Röhmkuppet) om mordene. Det var den betegnelse, de fik af naziregimet, trods den udokumenterede antydning af at mordene var nødvendige for at forhindre et kup. Tyske forfattere bruger ofte anførselstegn eller skriver om det såkaldte Röhm-Putsch for at understrege dette.

## Hitler og SA
Den tyske præsident Paul von Hindenburg udpegede Hitler til rigskansler den 30. januar 1933. I de følgende måneder, under den såkaldte Gleichschaltung (ensretning), fjernede Hitler behovet for den tyske Reichstag som lovgivende forsamling og fjernede alle andre politiske partier i Tyskland, så landet i midten af 1933 var blevet en etpartistat under hans ledelse og kontrol. Trods sin hurtige konsolidering af magten udøvede Hitler ikke enevældig magt. Som kansler havde Hitler ikke kommandoen over hæren, som forblev under formel ledelse af Hindenburg, en højt respekteret feltmarskal fra 1. verdenskrig. Selv om mange officerer var påvirket af Hitlers løfter om udvidelse af hæren og tilbagevenden til værnepligt samt en mere aggressiv udenrigspolitik, fortsatte hæren med at værne om sin tradition for uafhængighed i de første år under nazistyret.
I mindre grad fortsatte Sturmabteilung (SA), en paramilitær nazistisk organisation, med at være autonom inden for selve partiet. SA var opstået af resterne af Freikorps-bevægelsen efter 1. verdenskrig. Frikorpsene, som primært bestod af utilfredse tyske veteraner, var nationalistiske organisationer, der var blevet etableret af regeringen i januar 1919, for at imødegå truslen om en kommunistisk revolution, da det viste sig, at der var mangel på loyale tropper. En meget stor del af medlemmerne af frikorpsene mente, at den tyske novemberrevolution havde forrådt dem, da Tyskland angiveligt var på nippet til sejr i 1918. Derfor var frikorpsene modstandere af den nye Weimarrepublik, som opstod ved novemberrevolutionen, og kaldte foragteligt republikkens grundlæggere for "novemberkriminelle". Kaptajn Ernst Röhm fra Reichswehr fungerede som forbindelsesofficer til det bayerske frikorps. Röhm fik øgenavnet "Maskingeværkongen af Bayern" i starten af 1920'erne, da han var ansvarlig for oplagring og udlevering af illegale maskingeværer til de bayerske frikorpsenheder. Röhm forlod Reichswehr i 1923, og blev senere kommandant for SA. I 1920'erne og 1930'erne fungerede SA som en privat milits, som Hitler brugte til at intimidere rivaler og afbryde andre politiske partiers møder, især socialdemokraternes og kommunisternes. SA blev også kaldet "brunskjorter" eller "stormtropper", og de blev kendt for deres gadekampe med kommunisterne. De voldelige sammenstød mellem de to grupper bidrog til destabiliseringen af demokratiet i Tyskland. I juni 1932, som blev en af de værste måneder med politisk vold, var der over 400 gadekampe med 82 døde. Denne destabilisering var afgørende for Hitlers opstigning til magten, ikke mindst fordi den overbeviste mange tyskere om, at når først Hitler blev kansler, ville den udbredte gadevold slutte.
Udpegningen af Hitler til kansler efterfulgt af undertrykkelse af alle andre politiske partier end nazistpartiet førte ikke til en afslutning af stormtroppernes gadevold. Da stormtropperne ikke længere havde kommunisternes møder at forstyrre gik de nogle aftener amok i gaderne i forbindelse med drukture. De angreb forbipasserende og derpå politiet, som var blevet tilkaldt for at stoppe dem. Klager over stormtroppernes opførsel hobede sig op i løbet af 1933. Udenrigsministeriet klagede endda over tilfælde, hvor brunskjorter mishandlede udenlandske diplomater. Stormtroppernes opførsel forstyrrede den tyske middelklasse og andre konservative grupper, såsom hæren.
Hitler valgte at styrke sin stilling over for hæren ved at gribe ind over for dens nemesis, SA. Den 6. juli 1933 erklærede Hitler foran en forsamling af højtrangerende nazister, at den nationalsocialistiske revolution var lykkedes. Nu hvor nazistpartiet havde grebet magten i Tyskland, sagde han, var det på tide at styrke kontrollen. Hitler sagde til forsamlingen: "Revolutionen har gennembrudt digerne, men må ledes ind i evolutionens sikre kanaler."
Hitlers tale var et signal, om at han ville lægge bånd på SA, hvis medlemstal var vokset meget hurtigt i begyndelsen af 1930'erne. Dette viste sig imidlertid særdeles vanskeligt, da SA udgjorde en stor del af de mest ivrige nazister. SA kunne spore den dramatiske vækst i sit medlemstal til starten af depressionen, hvor mange tyskere mistede både deres job og deres tro på de traditionelle samfundsinstitutioner. Selv om nazismen ikke kun – eller blot primært – var et arbejderklassefænomen, udfyldte SA mange arbejdsløse arbejderes behov for klassesolidaritet og nationalistisk glød. Mange stormtropper troede på det socialistiske løfte i nationalsocialismen og ventede, at det nazistiske styre ville gennemføre mere radikale økonomiske tiltag, såsom at opsplitte adelens store godser. Da nazistyret ikke indledte sådanne skridt, blev de, som forventede en økonomisk såvel som en politisk revolution, skuffede.

## Konflikten mellem hæren og SA
Ingen i SA talte mere højlydt for "en fortsættelse af den tyske revolution", som en fremtrædende repræsentant kaldte det, end Röhm. Röhm havde som et af de første medlemmer af nazistpartiet deltaget i Ølstuekuppet i München, Hitlers forsøg på at tage magten i 1923. Röhm var veteran fra 1. verdenskrig og havde for nylig pralet af, at han ville dræbe 12 mand til gengæld for hvert drab på en fra stormtropperne. Röhm anså vold for at være et middel til at opnå politiske mål. Han tog det socialistiske mål i nationalsocialismen alvorligt og krævede, at Hitler og andre af partiets ledere indledte vidtgående socialistiske reformer i Tyskland.
Röhm var ikke tilfreds med bare at være leder af SA og prøvede at få Hitler til at udnævne ham til forsvarsminister, en post som blev beklædt af den konservative general Werner von Blomberg. Selv om nogle af hans kritikere gav ham øgenavnet "gummiløven" på grund af hans hengivenhed over for Hitler, var Blomberg ikke selv nazist og udgjorde dermed en bro mellem hæren og partiet. Blomberg og mange af hans officerskolleger stammede fra den preussiske adel og anså SA for en pøbel, der truede hærens traditionelt høje status i det tyske samfund.
Ligesom den stående hær udviste foragt for masserne i SA, blev følelsen gengældt i modsat retning. Mange SA'er syntes, at hæren ikke var tilstrækkelig engageret i den nationalsocialistiske revolution. Max Heydebreck, en SA-leder i Rummelsburg, nedgjorde hæren over for sine brunskjorter: "Nogle af officererne er svin. De fleste officerer er for gamle og skal udskiftes med yngre. Vi venter til bedstefar Hindenburg er død, og så marcherer SA mod hæren".
Trods dette fjendskab mellem brunskjorterne og den stående hær betragtede Blomberg og andre i militæret SA for at være en kilde til rekrutter til en udvidet og genoplivet hær. Röhm derimod ønskede at fjerne alle de preussiske generaler og bruge SA som kernen i et nyt tysk militær. Ifølge Versaillestraktaten var Reichswehr begrænset til 100.000 mand, og hærens ledere så bekymrede til, da medlemstallet i SA passerede 3 mio. mand i starten af 1934. I januar 1934 sendte Röhm et memorandum til Blomberg, hvor han krævede, at SA overtog rollen som nationens hær, og at Reichswehr blev til en træningsenhed tilknyttet SA.
Som reaktion mødtes Hitler med Blomberg og ledelsen af SA og SS den 28. februar 1934. Under pres fra Hitler underskrev Röhm tøvende en erklæring, hvor han anerkendte hærens overherredømme over SA. Hitler meddelte de tilstedeværende, at SA ville fungere som en hjælpestyrke for Reichswehr – og ikke omvendt. Efter Hitler og de fleste af hærofficererne var gået, erklærede Röhm imidlertid, at han ikke ville tage imod ordrer fra "den latterlige korporal" – en nedgørende henvisning til Hitler. Selv om Hitler ikke straks greb ind over for Röhm for hans ubeherskede udbrud, betød det alligevel en uddybning af kløften imellem dem.

## Stigende pres mod SA
Trods aftalen med Hitler holdt Röhm fast i tanken om en ny tysk hær med SA i centrum. I starten af 1934 kom denne ide i direkte konflikt med Hitlers plan om at konsolidere magten og udvide Reichswehr. Fordi deres planer for hæren var gensidigt udelukkende, kunne Röhm kun vinde på Hitlers bekostning. Desuden var det ikke kun hæren, der så SA som en trussel. Adskillige af Hitlers nærmeste underordnede frygtede Röhms stigende magt og utålmodighed, og det samme gjorde Hitler selv. Som følge heraf voksede den politiske kamp inden for partiet og Hitlers nærmeste, heriblandt Hermann Göring, Joseph Goebbels, Heinrich Himmler og Hitlers stedfortræder Rudolf Hess, der placerede sig imod Röhm. Mens alle disse mænd var veteraner i nazibevægelsen, var det kun Röhm, som fortsatte med at demonstrere sin uafhængighed af, frem for loyalitet over for, Adolf Hitler. Röhms foragt for partibureaukratiet ophidsede Hess. SA-vold i Preussen gjorde den preussiske ministerpræsident Göring bekymret. Endelig i foråret 1934, da han hørte om den voksende kløft mellem Röhm og Hitler over SA's rolle i nazistaten, begyndte den tidligere kansler, general Kurt von Schleicher, at politisere igen. Schleicher kritiserede Hitlers nuværende regering, mens nogle af Schleichers ledsagere, såsom general Ferdinand von Bredow og Werner von Alvensleben, begyndte at uddele lister over en ny Hitler-regering, hvor Schleicher skulle være vicekansler, Röhm forsvarsminister, Heinrich Brüning udenrigsminister og Gregor Strasser minister for nationens økonomi. Den britiske historiker Sir John Wheeler-Bennett, som kendte Schleicher og hans kreds godt, skrev, at Bredow udviste en "mangel på diskretion", som var "forfærdende", mens han gik rundt og viste udkastet til ministerlisten til alle interesserede. Selv om Schleicher rent faktisk var betydningsløs i 1934, begyndte der at florere stadig mere vilde rygter, om at han lagde planer med Röhm om at vende tilbage til magtens korridorer, hvilket bidrog til at forøge krisestemningen.
Som et middel til at isolere Röhm overdrog Göring den 20. april 1934 kontrollen med det preussiske politiske politi (Gestapo) til Himmler, som Göring mente, at man kunne stole på, ville gribe ind over for Röhm. Himmler var misundelig på SA's uafhængighed og magt, selv om han og hans næstkommanderende Reinhard Heydrich på dette tidspunkt allerede var gået i gang med at omstrukturere SS fra en livvagt for naziledere (og underordnet SA) til et uafhængigt elitekorps, som var loyalt over for ham selv og Hitler. SS-folkenes loyalitet ville vise sig nyttigt for dem begge, da Hitler endelig besluttede at slå til mod Röhm og SA. I maj begyndte der at cirkulere lister blandt Görings og Himmlers folk over de, som skulle "likvideres". De indgik en handel, hvor fjender af den ene blev tilføjet til gengæld for, at venner af den anden blev streget. I slutningen af maj blev de to tidligere kanslere Heinrich Brüning og Kurt von Schleicher advaret af venner i Reichswehr, om at deres liv var i fare, og at de straks skulle forlade Tyskland. Brüning flygtede til Holland, mens Schleicher afviste advarslen som en dårlig vittighed. I begyndelsen af juni var alting klart, og alt, hvad der manglede, var Hitlers tilladelse.
Kravene mod Hitler om at inddæmme SA voksede. Konservative i hær, industri og politik lagde stadigt større pres på Hitler for at få mindsket SA's indflydelse og få grebet ind over for Röhm. Selv om Röhms homoseksualitet ikke gjorde ham vellidt blandt de konservative, var de mere bekymrede over hans politiske ambitioner. Hitler var stadig uafklaret og usikker på, hvad han præcis ønskede at gøre, da han tog til Venedig for at mødes med Benito Mussolini den 15. juni. Inden Hitler tog af sted, og på foranledning af præsidentens statssekretær Otto Meißner, beordrede udenrigsminister baron Konstantin von Neurath den tyske ambassadør i Italien, Ulrich von Hassell, til – uden Hitlers viden – at bede Mussolini om at sige til Hitler, at SA tilsværtede Tysklands gode navn. Neurats manøvre til at lægge pres på Hitler virkede, da Mussolini indvilligede (Neurath var tidligere ambassadør i Italien og kendte Mussolini godt). Under topmødet i Venedig kritiserede Mussolini Hitler for at tolerere vold, bølleadfærd og homoseksualitet i SA, hvilket, Mussolini udtalte, ødelagde Hitlers gode rygte over hele verden. Mussolini brugte affæren, som opstod ved mordet på Giacomo Matteotti som et eksempel på de problemer, uregerlige følgesvende kunne afstedkomme for en diktator. Selv om Mussolinis kritik ikke overbeviste Hitler om at gribe ind overfor SA, bidrog den til at få ham til at gå i den retning.
Den 17. juni 1934 blev de konservative krav til Hitler tydeliggjort, da vicekansler Franz von Papen, der var den skrantende Hindenburgs fortrolige, holdt en tale på Universitetet i Marburg, hvor han advarede mod truslen om en "anden revolution". Uofficielt truede von Papen, der var en katolsk aristokrat med forbindelser til hæren og industrien, med at træde tilbage, hvis Hitler ikke greb ind. Selv om von Papens tilbagetræden ikke ville have truet Hitlers stilling, ville den alligevel have været et pinligt udtryk for uafhængighed fra en førende konservativ.
Som følge af konservativt pres for at få inddæmmet Röhm tog Hitler til Neudeck for at mødes med Hindenburg. Blomberg, som havde haft møde med præsidenten, kritiserede helt usædvanligt Hitler for ikke at have grebet ind over for Röhm noget tidligere. Han meddelte herefter Hitler, at Hindenburg var tæt på at erklære undtagelsestilstand og overlade styret til Reichswehr, hvis Hitler ikke straks greb ind over for Röhm og hans brunskjorter. Hitler havde tøvet i måneder med at gribe ind over for Röhm, delvis på grund af Röhms stilling som leder af en national milits med millioner af medlemmer, men truslen om at erklære undtagelsestilstand fra den eneste i Tyskland med autoritet til at fjerne nazistyret betød, at Hitler måtte handle. Han forlod Neudeck besluttet på både at ødelægge Röhm og at gøre regnskabet op med gamle fjender. Både Himmler og Göring bifaldt Hitlers beslutning, da de begge havde meget at vinde ved Röhms fald – SS' afhængighed til Himmler og fjernelse af en rival til den fremtidige ledelse af hæren for Göring.
Som forberedelse til udrensningen fremstillede Himmler og Heydrich, der var chef for SS' sikkerhedstjeneste, et dossier med fabrikerede beviser, som pegede på, at Röhm havde fået 12 mio. Reichmark af Frankrig for at vælte Hitler. Ledende officerer i SS fik den 24. juni forevist falske beviser på, at SA ville indlede et kup mod regeringen (heraf Röhm-Putsch, Röhmkuppet). Göring, Himmler, Heydrich og Victor Lutze (på Hitlers forlangende) udarbejdede lister med folk i og udenfor SA, som skulle myrdes. En af de mænd, som Göring udvalgte til at hjælpe sig, var Willi Lehmann, en Gestapo embedsmand og NKVD spion. Den 25. juni satte general Werner von Fritsch Reichswehr i højeste alarmberedskab. Den 27. juni tog Hitler skridt til at sikre sig hærens samarbejde. Blomberg og general Walter von Reichenau, hærens forbindelsesofficer til partiet, gav den til ham ved at udstøde Röhm fra det tyske officerskorps. Den 29. juni udkom Völkischer Beobachter med en artikel underskrevet af Blomberg, hvor han med omhu understregede, at "Reichswehr" stod bag Hitler. Hitler følte sig tilstrækkelig sikker i sin stilling til at deltage i et bryllup i Essen, selv om han forekom ophidset og fraværende. Herfra ringede han til Röhms adjutant i Bad Wiessee og beordrede lederne af SA til at mødes med ham der den 30. juni.

## Udrensningen
Omkring kl. 4.30 om morgenen den 30. juni 1934 ankom Hitler og hans følge med fly til München. Fra lufthavnen kørte de til det bayerske indenrigsministerium, hvor de samlede lederne af nogle gadeoptøjer, som SA havde udført i byens gader den foregående aften. Rasende rev Hitler epauletterne af Obergruppenführer Schneidhuber, lederen af politiet i München, for ikke at have sørget for ro og orden i byen den foregående aften. Han råbte til ham, at han ville blive skudt. Schneidhuber blev henrettet senere på dagen. Mens brunskjorterne blev gennet i fængsel, samlede Hitler en stor gruppe SS og politi og tog af sted til Hanselbauer Hotel i Bad Wiessee, hvor Ernst Röhm og hans følge boede.
I Bad Wiessee arresterede Hitler personligt Röhm og andre højtstående SA-ledere. Ifølge Erich Kempka, som var til stede under aktionen, overgav Hitler Röhm til "to detektiver, som havde afsikrede pistoler", og SS fandt lederen af SA i Breslau, Edmund Heines, i seng med en unavngivet 18-årig mandlig tropsleder fra SA. Goebbels understregede det sidste i den senere propaganda og retfærdiggjorde dermed udrensningen som et slag mod depraveret moral. Både Heines og hans partner blev skudt på stedet i hotellets have efter personlig ordre fra Hitler. I mellemtiden arresterede SS en række SA-ledere, da de stod af toget til deres planlagte møde med Röhm.
Det faktum, at Röhm aldrig havde planlagt at vælte regimet, forhindrede ikke Hitler i at fordømme ledelsen af SA. Da han kom tilbage til partihovedkvartert i München talte Hitler til den forsamlede folkemængde. Opfyldt af raseri fordømte Hitler "det værste forræderi i verdenshistorien". Hitler fortalte mængden, at "udisciplinerede og ulydige personer og asociale og syge elementer" ville blive udryddet. Folkemængden, som bestod af partimedlemmer og mange fra SA, som var så heldige, at de undgik arrestation, brølede deres tilslutning. Hess, som var til stede, tilbød endda selv at skyde "forræderne". Joseph Goebbels, som havde været med Hitler i Bad Wiessee, satte den sidste del af planen i gang. Ved tilbagekomsten til Berlin telefonerede han til Göring med kodeordet Kolibri for at slippe henrettelsesgrupperne løs på resten af deres intetanende ofre.

### Mod konservative og gamle fjender
Regimet nøjedes imidlertid ikke med at rense ud i SA. Efter tidligere at have fængslet eller udvist ledende socialdemokrater og kommunister benyttede Hitler lejligheden til at slå til mod de konservative, han anså for upålidelige. Dette inkluderede vicekansler von Papen og de i hans nærmeste omkreds. I Berlin stormede en bevæbnet SS-enhed på Görings personlige ordre vicekanslerens kontor. Gestapoofficerer tilknyttet SS-enheden skød von Papens sekretær Herbert von Bose uden at ulejlige sig med at arrestere ham først. Gestapo arresterede von Papens nære medarbejder Edgar Jung, forfatteren af von Papens Marburgtale. Han blev senere henrettet og liget blev smidt i en grøft. Gestapo myrdede også Erich Klausener, lederen af Katolsk Aktion, og en nært tilknyttet von Papen. Vicekansleren selv blev uden videre arresteret i på sit kontor, selv om han kraftigt hævdede ikke at kunne arresteres. Selv om Hitler beordrede ham løsladt nogle dage senere, turde von Papen ikke længere kritisere styret.
Hitler, Göring og Himmler slap også Gestapo løs på gamle fjender. Både Kurt von Schleicher, Hitlers forgænger som kansler, og hans kone blev myrdet i deres hjem. Blandt andre ofre kan nævnes Gregor Strasser, en tidligere nazist, som havde ophidset Hitler ved at træde ud af partiet i 1932, og Gustav Ritter von Kahr, den tidligere bayerske statskommissær, som knuste ølstuekuppet i 1923. Kahrs skæbne var særlig grusom. Hans lig blev fundet i en skov uden for München. Han var blevet hakket til døde, tilsyneladende med hakker. Mordene omfattede mindst et tilfældigt offer; Musikkritikeren Willi Schmid fra Münchner Neuste Nachrichten. Gestapo tog fejl af ham og Ludwig Schmitt, en tidligere støtte af Otto Strasser, bror til Gregor. En sådan uhæmmet brug af vold bidrog til Gestapos brutale ry.

### Röhms skæbne
Röhm blev tilbageholdt kort i Stadelheimfængslet i München, mens Hitler overvejede, hvad der skulle ske med ham. Til sidst besluttede Hitler, at Röhm måtte dø. Den 2. juli besøgte Theodor Eicke, som senere blev kommandant over koncentrationslejren i Dachau, og SS-officeren Michel Lippert Röhm efter ordre fra Hitler. Da de var kommet ind i Röhms celle, gav de ham en ladt Browning-pistol og sagde til ham, at han havde 10 minutter til at begå selvmord, og ellers ville de gøre det for ham. Röhm protesterede og sagde: "Hvis jeg skal dræbes, så lad Adolf selv gøre det." Efter de ikke havde hørt noget i den tildelte tid, vendte de tilbage til Röhms celle, hvor han stod med sit bare bryst skudt frem i trods. Lippert skød ham på klos hold. I 1957 satte de tyske myndigheder Lippert for retten i München anklaget for mordet på Röhm. Indtil da havde Lippert været en af de få af bødlerne ved udrensningen, som havde undgået at blive stillet for retten. Lippert blev idømt 18 måneders fængsel.

## Efterspil
Da udrensningen kostede så mange fremtrædende tyskere livet, kunne den dårligt holdes hemmelig. I starten lod bagmændene til at være splittede om, hvordan den skulle tackles. Göring beordrede politiet til at brænde "alle dokumenter vedrørende aktionen de sidste to dage". I mellemtiden forsøgte Goebbels at forhindre aviserne i at offentliggøre lister over de døde, men samtidig benyttede han en radiotale den 2. juli til at beskrive, hvordan Hitler med nød og næppe havde forhindret Röhm og Schleicher i at styrte regeringen og kaste landet ud i kaos. Senere den 13. juli 1934 retfærdiggjorde Hitler udrensningen i radiotransmitteret tale til Reichstag:

I denne time var jeg ansvarlig for det tyske folks skæbne, og derved blev jeg den øverste dommer for det tyske folk. Jeg gav ordren til at skyde bagmændene for dette forræderi, og jeg gav desuden ordre til at brænde ind til kødet for at fjerne de blødende sår fra denne forgiftning af kilderne til vort liv. Lad nationen vide, at dens eksistens, som afhænger af indre ro og sikkerhed, ikke ustraffet kan trues af nogen! Og lad det være kendt i al evighed, at hvis nogen løfter sin hånd mod staten, er sikker død hans skæbne.

For at give massakren et juridisk grundlag lod Hitler den 3. juli regeringen godkende en beslutning, som lød: "De tiltag, som blev udført den 30. juni, 1. og 2. juli for at nedkæmpe forræderiske angreb er legale i form af statsligt selvforsvar." Rigsjustitsminister Franz Gürtner, en konservativ, som havde været Bayerns justitsminister under Weimarrepublikken, demonstrerede sin loyalitet over for det nye regime ved at lave udkastet til beslutningen, som gav udrensningen et legalt skær. Ophøjet til lov ved underskrift af Hitler, Gürtner og indenrigsminister Wilhelm Frick legaliseredes mordene under udrensningen med tilbagevirkende kraft. Tysklands juridiske system kapitulerede yderligere til styret, da landets førende juridiske forsker, Carl Schmitt, skrev en artikel, hvor han forsvarede Hitlers tale den 13. juli. Artiklen havde titlen: "Føreren overholder loven".

### Reaktion
Hæren bifaldt næsten enstemmigt de lange knives nat, selv om generalerne Kurt von Schleicher og Ferdinand von Bredow var blandt ofrene. Den skrantende præsident Hindenburg, Tysklands højt respekterede militærhelt, sendte et telegram, hvor han udtrykte sin "dybtfølte taknemmelighed", og han lykønskede Hitler for at 'tage forræderiet i opløbet'. General von Reichenau gik så langt, at han offentligt bakkede op om løgnen, om at Schleicher havde planlagt at vælte regeringen. I sin tale til Reichstag den 13. juli, hvor han retfærdiggjorde sine handlinger, fordømte Hitler Schleicher for at have konspireret med Ernst Röhm om at vælte regeringen, og Hitler hævdede, at begge var forrædere, som var betalt af Frankrig. Da Schleicher var en god ven af den franske ambassadør André François-Poncet, og fordi han havde ry for at intrigere, var påstanden, om at Schleicher arbejdede for Frankrig, tilstrækkelig plausibel, til at de fleste tyskere troede på den, selv om den var falsk. Falskheden i Hitlers påstande kunne ses af, at François-Poncet ikke blev erklæret persona non grata, som det normalt ville være tilfældet, hvis en ambassadør blev grebet i at være involveret i kupplaner mod værtslandets regering. Hærens støtte til udrensningen ville imidlertid få langrækkende konsekvenser for denne institution. Ydmygelsen af SA fjernede den trussel, som den havde udgjort mod hæren, men ved at bistå Hitler i udrensningen knyttede hæren sig tættere til naziregimet. En pensioneret kaptajn, Erwin Planck, lod til at erkende dette: "hvis du ser til uden at løfte en finger," sagde han til sin ven general Werner von Fritsch, "vil du få den samme skæbne før eller siden." En anden sjælden undtagelse var feltmarskal August von Mackensen, som talte om mordene på Schleicher og Bredow ved årsmødet i generalstabsselskabet i februar 1935, efter de var blevet rehabiliteret af Hitler i starten af januar 1935.
Rygter om de lange knives nat spredtes hurtigt. Selv om mange tyskere tog den officielle version af begivenhederne, som beskrevet af Joseph Goebbels med et gran salt, var der mange, som troede på regimets version og troede på, at Hitler havde reddet Tyskland fra kaos. Luise Solmitz, en skolelærer fra Hamburg, afspejlede mange tyskeres opfattelse, da hun skrev om Hitlers "personlige mod, beslutsomhed og effektivitet" i sin private dagbog. Hun sammenlignede ham endda med den preussiske konge Frederik den Store. Andre var forfærdede over antallet af henrettelser og den relative føjelighed, som blev udvist af mange af deres tyske medborgere. "Et meget roligt og omgængeligt postbud," skrev dagbogsskriveren Victor Klemperer, "som slet ikke er nationalsocialist, sagde: "Tja, han "dømte" dem simpelthen."" Det undgik ikke Klemperers opmærksomhed, at mange af ofrene havde spillet en rolle i Hitlers opstigning til magten. "En kansler", skrev han, "dømmer og skyder medlemmer af sin egen private hær!" Omfanget af massakren og det allestedsværende Gestapo betød imidlertid, at de, som var uenige i udrensningen i det store og hele, holdt det for sig selv. Blandt de få undtagelser var general Kurt von Hammerstein-Equord og feltmarskal August von Mackensen, som indledte en kampagne for at få Schleicher rehabiliteret af Hitler. Hammerstein, som var en nær ven af Schleicher, var blevet meget fornærmet ved Schleichers begravelse, da SS nægtede at lade ham deltage i ceremonien og konfiskerede de kranse, som de sørgende havde medbragt. Udover at arbejde for rehabilitering af Schleicher og Bredow, sendte Hammerstein og Mackensen et memorandum til Hindenburg den 18. juli, hvor de i betydelig detaljeringsgrad beskrev omstændighederne ved mordene på de to generaler og bemærkede, at von Papen kun lige var undsluppet. Memorandummet fortsatte med at kræve, at Hindenburg straffede de ansvarlige, og kritiserede Blomberg for hans udtalte støtte til mordene på Schleicher og Bredow. Endelig bad Hammerstein og Mackensen om, at Hindenburg omdannede regeringen ved at afskedige baron Konstantin von Neurath, Robert Ley, Hermann Göring, Werner von Blomberg, Joseph Goebbels og Richard Walther Darré. I stedet bad memorandummet Hindenburg om at skabe et direktorat, der skulle styre Tyskland, bestående af Hitler som kansler, general Werner von Fritsch som vicekansler, Hammerstein som forsvarsminister og Rudolf Nadolny som udenrigsminister. Anmodningen, om at Neurath blev udskiftet med Nadolny, den tidligere ambassadør i Moskva, som var trådt tilbage tidligere på året i protest mod Hitlers antisovjetiske udenrigspolitik, antydede at Hammerstein og Mackensen ønskede en tilbagevenden til den "fjerne venlighed" over for Sovjetunionen, som havde eksisteret ind til 1933. Mackensen og Hammerstein sluttede deres memorandum således:

"Excellence, øjeblikkets alvor har tvunget os til at appellere til Dem som vores øverstkommanderende. Vort lands fremtid er på spil. Deres Excellence har tre gange tidligere reddet Tyskland fra at kæntre, ved Tannenberg, ved krigens slutning og ved Deres valg til rigets præsident. Excellence, red Tyskland en fjerde gang! De undertegnede generaler og højtstående officerer sværger til sidste åndedrag at bevare deres loyalitet over for Dem og Fædrelandet."

Hindenburg svarede aldrig på memorandummet, og det er uklart, om han nogensinde så det, da Otto Meißner, som havde besluttet, at hans fremtid afhang af nazisterne, muligvis ikke overgav ham det. Det er bemærkelsesværdigt, at selv de officerer, som var mest ophidsede af drabene, såsom Hammerstein og Mackensen, ikke lagde skylden for udrensningen på Hitler, som de ønskede skulle fortsætte som kansler, og højest ønskede en omdannelse af regeringen, som fjernede nogle af Hitlers mest radikale følgesvende.
I slutningen af 1934 til begyndelsen af 1935 lykkedes det Werner von Fritsch og Werner von Blomberg, som var blevet presset til et slutte sig til Hammersteins og Mackensens rehabiliteringskampagne, at presse Hitler til at rehabilitere von Schleicher og von Bredow. Fritsch og Blomberg hævdede nu pludselig i slutningen af 1934, at hærofficerer ikke kunne udholde de voldsomme presseangreb på Schleicher og Bredow, som havde varet ved siden juli, og skildrede dem som de værste forrædere, som modarbejdede Fædrelandet i fransk sold. I en tale den 3. februar 1935 i Berlins Statsopera fastslog Hitler, at Schleicher og Bredow var blevet skudt ved "en fejl" på grundlag af forkerte oplysninger, og at deres navne straks skulle genindføjes i deres regimenters æresruller. Hitlers tale blev ikke omtalt i de tyske aviser, men hæren blev stillet tilfreds med den. Trods oprejsningen til de to myrdede officerer fortsatte nazisterne uofficielt at beskylde Schleicher for højforræderi. Under en rejse til Warszawa i januar 1935 fortalte Göring Jan Szembek, at Schleicher i januar 1933 indtrængende havde opfordret Hitler til at nå til en forståelse med Frankrig og Sovjetunionen og dele Polen med den sidste, og at Hitler lod Schleicher dræbe af afsky over det påståede råd. Under et møde med den polske ambassadør Józef Lipski den 22. maj 1935 fortalte Hitler Lipski, at Schleicher "med føje var blevet myrdet, om ikke andet så for at have forsøgt at opretholde Rapallotraktaten". Udtalelserne, om at Schleicher var blevet dræbt, fordi han ønskede en deling af Polen med Sovjetunionen, blev senere udgivet i den polske hvidbog fra 1939, som var en samling af diplomatiske dokumenter, som beskrev det tysk-polske forhold op til krigsudbruddet.
Hitler udnævnte Victor Lutze som afløser for Röhm som leder af SA. Hitler beordrede ham til, som en fremtrædende historiker beskriver det, at få en ende på "homoseksualitet, vellevned, drukkenskab og ødselhed" i SA. Hitler gav ham udtrykkelig besked på at sætte en stopper for, at SA-midler blev brugt på limousiner og banketter, som han så som beviser på SA's ekstravagance. Lutze var en svag mand og gjorde ikke meget for at sikre SA's uafhængighed i de følgende år, og SA mistede sin magt i Tyskland. Regimet lod alle de dekorative SA-daggerter slibe, så navnet Röhm blev fjernet fra bladet og udskiftet med ordene "Alles für Deutschland" (Alt for Tyskland). Medlemstallet i SA faldt drastisk fra 2,9 million i august 1934 til 1,2 million i april 1938.
De lange knives nat var en triumf for Hitler og et vendepunkt for det tyske styre. Den placerede Hitler som "det tyske folks øverste dommer", som han formulerede det i sin 13. juli-tale til Reichstag. Senere i april 1942 antog Hitler formelt denne titel, og placerede sig således juridisk såvel som faktisk over loven. Århundreders retspraksis vedrørende drab uden rettergang blev fejet til side. Nogle indledende skridt fra lokale anklagere til at indlede sager mod de, som udførte drabene, blev hurtigt stoppet af regimet, og det så ud til, at ingen lov kunne begrænse Hitler i hans magtudøvelse. De lange knives nat sendte også en klar besked til offentligheden om, at selv de mest prominente tyskere kunne blive arresteret og endda summarisk henrettet, hvis det nazistiske styre skulle opfatte dem som en trussel. På denne måde skabte udrensningen et mønster af vold, som kom til at karakterisere naziregimet: brugen af magt til et skabe et imperium.
| Portal | Portal:Tyskland |

## Yderligere læsning
- Evans, Richard J. (2004). The Coming of the Third Reich. New York: Penguin Group. ISBN 978-0-14-303469-8.
- Maracin, Paul (2004). The Night of the Long Knives: 48 Hours that Changed the History of the World. New York: The Lyons Press. ISBN 978-1-59921-070-4.
- Mau, Herman (1972). "The 'Second Revolution'—June 30, 1934".  I Holborn, Hajo (red.). Republic to Reich: The Making of the Nazi Revolution. New York: Pantheon Books. ISBN 978-0-394-47122-8.
- Tolstoy, Nikolai (1972). Night of the Long Knives. New York: Ballantine Books. ISBN 978-0-345-02787-0.